# Oxymycterus
Oxymycterus — рід гризунів в межах триби Akodontini й підродини Sigmodontinae. Ці пацюкоподібні тварини є ендеміками Південної Америки.

## Опис
Ці гризуни можуть досягати в довжину тіла 9-17 сантиметрів, хвіст від 7 до 15 сантиметрів. Вага виду O. rufus 45-125 грамів. Тонке хутро червонувате, жовтувато-коричневе, темно-коричневе або чорне зверху, знизу яскраве. Морда витягнута, відносно короткий хвіст від рідко до посередньо волохатіий.

## Поширення
Вони живуть в центральній частині Південної Америки, їх діапазон простирається від центральної частини Перу і Болівії на великих частинах Бразилії до півночі Аргентини. Їх місце існування: болота, луки і ліси. 

## Звички
Вони живуть у підземних норах, покинутих іншими тваринами, або на землі. Принаймні, один вид O. rufus денний. Ці тварини харчуються в основному комахами, крім того, вони їдять інших безхребетних, а іноді й рослини. Кілька разів на рік самиця народжує 1—6 дитинчат.